# Bundesstraße 277
Die Bundesstraße 277 (Abkürzung: B 277) beginnt in unmittelbarer Nähe der Anschlussstelle Haiger/Burbach an der Bundesautobahn 45 und führt über Dillenburg, Herborn nach Wetzlar (früher durch Wetzlar hindurch bis Pohl-Göns bei Butzbach). Sie hat eine Länge von etwa 38 km (früher: 58 km) und verläuft über ihre komplette Länge nur wenige Kilometer von der A 45 entfernt.

## Streckenführung
Die Bundesstraße beginnt in Haiger und führt über Dillenburg (Schlossbergtunnel; später zum Teil autobahnähnlich) und Herborn bis nach Aßlar. Von dort führt sie über die autobahnähnlich ausgebaute frühere B 277a, die westlich am Gewerbegebiet Wetzlar-Dillfeld entlangführt und nach wenigen Kilometern an der B 49 im Stadtbezirk Dalheim endet. Der ehemalige Teil der B 277 verlief von Aßlar durch den Wetzlarer Norden und über den Bahnhof weiter durch die Innenstadt, wo sich die Fahrbahnen trennen. Beide verlaufen jeweils zweispurig durch die Stadt und kommen am südlichen Zipfel Wetzlars wieder heraus, wo sie dann weiter landstraßenähnlich bis Butzbach verlaufen.
Zwischen Herborn-Burg und Herborn verläuft die B 255 parallel mit der B 277.
Der Abschnitt zwischen Wetzlar und Pohl-Göns ist zur Landesstraße herabgestuft, in Wetzlar ist sie nördlich der Lahn Teil der Landesstraße L 3053. Die ehemalige B 277a wurde dabei in die B 277 integriert. Die Abstufung wurde zum 1. Januar 1995 rechtswirksam.
Siehe auch: Liste der Bundesstraßen in Deutschland